# Carica di un condensatore

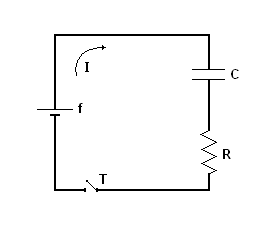
Circuito per la carica di un condensatore

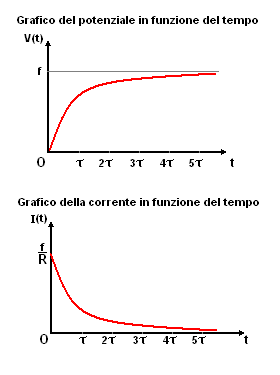
Andamenti del potenziale e della corrente in funzione del tempo di carica del condensatore

La carica di un condensatore in un circuito elettrico è il processo mediante il quale le cariche si accumulano sulle armature di questo componente in seguito all'applicazione di una differenza di potenziale.
La corrente elettrica e le leggi di Kirchhoff valgono esattamente solo quando le condizioni sono stazionarie, cioè quando le grandezze in gioco non dipendono dal tempo. Necessariamente però queste condizioni sono ideali: fortunatamente le leggi che ci interessano valgono anche per quelle condizioni che vengono dette quasi-stazionarie, cioè che variano così lentamente nel tempo che le leggi continuano a valere. Uno di questi casi notevoli è la carica e la scarica di un condensatore.

## La legge di carica del condensatore
Si consideri un circuito come quello in figura con il generatore di forza elettromotrice f che mantiene ai suoi capi una tensione {\textstyle {\mathcal {E}}}, interruttore T inizialmente aperto, e condensatore inizialmente scarico. Non vi è carica sul condensatore e quindi è nulla la differenza di potenziale ai capi di C e tale rimane finché l'interruttore rimane aperto. Al tempo {\displaystyle t=0}, le condizioni iniziali sono: {\displaystyle V(t=0)=0} e {\displaystyle Q(t=0)=0}; chiudiamo l'interruttore T. Nell'intervallo di tempo infinitesimo dt, la carica dQ va dal generatore al condensatore, cioè si genera corrente:
{\displaystyle i(t)={\frac {\mathrm {d} Q}{\mathrm {d} t}}}
Per la legge di Ohm ai capi della resistenza R si ha una differenza di potenziale:
{\displaystyle {\mathcal {E}}-V(t)=i(t)R}
dove {\textstyle {\mathcal {E}}} è la forza elettromotrice o tensione fornita dal generatore. Vediamo come variano nel tempo le grandezze in gioco. Innanzitutto possiamo trovare l'andamento della carica del condensatore, ricavando {\textstyle Q(t)}, riscriviamo la legge di Ohm:
{\displaystyle {\mathcal {E}}-{\frac {Q(t)}{C}}=R{\frac {\mathrm {d} Q}{\mathrm {d} t}}\implies \mathrm {d} t={\frac {RC\mathop {} \!\mathrm {d} Q}{{\mathcal {E}}C-Q}}}
Dobbiamo integrare quest'ultima equazione e per farlo dobbiamo effettuare un cambiamento di variabile, {\displaystyle x={\mathcal {E}}C-Q} così che {\displaystyle \mathrm {d} Q=-\mathrm {d} x}:
{\displaystyle \mathrm {d} t=-RC{\frac {\mathrm {d} x}{x}}\implies -{\frac {1}{RC}}\int _{0}^{t}\mathrm {d} t=\int _{0}^{t}{\frac {\mathrm {d} x}{x}}\implies \ln \left({\frac {x(t)}{x(0)}}\right)=-{\frac {t}{RC}}}
Risolviamo rispetto a x(t) e ritorniamo alla nostra funzione {\displaystyle Q(t)}:
{\displaystyle x(t)=x(0)\cdot e^{-t/RC}\implies {\mathcal {E}}C-Q(t)={\mathcal {E}}C\cdot e^{-t/RC}}
otteniamo l'equazione della carica di un condensatore:
{\displaystyle Q(t)={\mathcal {E}}C\left(1-e^{-t/RC}\right)={\mathcal {E}}C\left(1-e^{-t/\tau }\right)}
dove {\displaystyle \tau =RC} è un valore costante detta costante di tempo del circuito.
Ricaviamo di conseguenza l'equazione del potenziale in funzione del tempo:
{\displaystyle V(t)={\frac {Q(t)}{C}}={\mathcal {E}}\left(1-e^{-t/\tau }\right)}
Ricaviamo di conseguenza l'equazione della corrente in funzione del tempo:
{\displaystyle i(t)={\frac {\mathrm {d} Q(t)}{\mathrm {d} t}}={\mathcal {E}}C{\frac {\mathrm {d} }{\mathrm {d} t}}\left(1-e^{-t/RC}\right)={\mathcal {E}}{\cancel {C}}{\frac {1}{R{\cancel {C}}}}e^{-t/RC}={\frac {\mathcal {E}}{R}}e^{-t/\tau }}
Come si vede dalla figura sui grafici del potenziale e della corrente, gli andamenti sono esponenziali crescenti per la carica (identico a quello del potenziale) e il potenziale. Ciò sta a significare che il condensatore non si carica istantaneamente e completamente, ma si carica in un tempo teoricamente infinito, anche se in effetti l'andamento ci fa vedere come la carica si sviluppi in pochi costanti di tempo {\displaystyle \simeq 3,5\tau } e per il resto diventa trascurabile. Dall'equazione della corrente all'inverso si vede come decresce esponenzialmente a zero e cioè all'inizio il condensatore si comporta come un corto circuito e al tempo infinito come un circuito aperto. Questa caratteristica si può evidenziare anche a partire dall'impedenza stessa del condensatore applicando il teorema del valor iniziale e del valor finale.
Se, una volta caricato il condensatore e passivizzato il generatore (sostituendolo con un corto circuito), chiudiamo l'interruttore si assiste invece al processo inverso di scarica del condensatore.
In regime di tensione/corrente alternata (AC) il condensatore si carica e si scarica continuamente assecondando le variazioni di tensione/corrente ai suoi capi ovvero con la stessa frequenza di oscillazione dell'eccitazione introducendo però uno sfasamento di 90° della risposta del circuito rispetto all'eccitazione iniziale.

## Bilancio energetico
L'energia potenziale accumulata dal condensatore è:
{\displaystyle U_{C}(t)={\frac {Q(t)^{2}}{2C}}={\frac {{\mathcal {E}}^{2}C}{2}}\left(1-e^{-t/RC}\right)^{2}}
per {\textstyle t\to \infty } si ha:
{\displaystyle U_{C}(\infty )={\frac {{\mathcal {E}}^{2}C}{2}}}
mentre l'energia dissipata per effetto Joule è:
{\displaystyle U_{\text{diss}}(t)=\int _{0}^{t}RI(t)^{2}\mathop {} \!\mathrm {d} t=R\int _{0}^{t}{\frac {{\mathcal {E}}^{2}}{R^{2}}}e^{-{2t}/{RC}}\mathop {} \!\mathrm {d} t={\frac {{\mathcal {E}}^{2}C}{2}}\left(1-e^{-{2t}/{RC}}\right)}
e per {\displaystyle t\to \infty } si ha inoltre:
{\displaystyle U_{\text{diss}}(\infty )={\frac {{\mathcal {E}}^{2}C}{2}}}
Questo significa che l'energia fornita dal generatore in ogni istante è:
{\displaystyle U_{G}(t)=\int _{0}^{t}{\mathcal {E}}\mathop {} \!\mathrm {d} Q=\int _{0}^{t}{\mathcal {E}}I(t)\mathop {} \!\mathrm {d} t={\mathcal {E}}^{2}C\left(1-e^{-t/RC}\right)}
per {\textstyle t\to \infty }, l'energia totale fornita dal generatore è la somma delle energie accumulata dal condensatore e dissipata per l'effetto Joule: 
{\displaystyle U_{G}(t=\infty )=U_{C}(\infty )+U_{\text{diss}}(\infty )={\mathcal {E}}^{2}C}